# 李常盛
李常盛（英語：Winston Sheung-shing LEE）出生於福建廈門，康業國際集團有限公司創辦人，康業信貸快遞有限公司、康業信貸有限公司等若干企業董事長。畢業於中國福建農林大學医疗系，1972年移居香港發展，和配偶李碧葱開始經營多元化業務，包括酒樓、超級市場、財務金融等。育有李根泰、李根興兩子。

## 公職
中國福建農林大學經濟與管理學院名譽院長及客座教授、世界李氏宗親總會理事長、香港李氏宗親會董事會總監、香港僑界社團聯會永遠名譽會長、香港島各界聯合會副會長、中華總商會永遠名譽會董、中國高等院校香港校友會聯合會永遠名譽會長監事長、國際獅子總會港澳區歷屆會長聯誼會原主席，以及東華三院2009/2010總理。